# 尼基·凱特
尼可拉斯·凱特（英語：Nicholas Katt，1970年5月11日—2025年4月12日）是美國的一位演員。他最著名的作品是在福斯廣播公司電視劇《高校風雲》中飾演David E. Kelley角色。凱特出生在南達科他州。

## 外部連結
- 尼基·凱特在互联网电影资料库（IMDb）上的資料（英文）